# Nexus Player

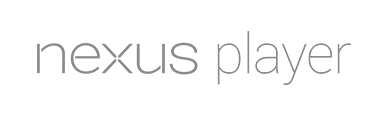
Logo del Nexus Player

Il Nexus Player è un set-top-box prodotto da Google e Asus ed è stato il primo dispositivo ad utilizzare Android TV. Il lettore Nexus supporta Google Cast, la funzionalità per la selezione e il controllo della riproduzione multimediale in un televisore. È basato su un processore Intel Atom Z3560 quad core da 1,8 GHz con 1 GB di RAM LPDDR3 e 8 GB di memoria interna eMMC. 
Il Nexus Player è stato annunciato il 15 ottobre 2014 e reso disponibile per la pre-ordinazione due giorni successivi sul Google Play Store. È stato ritirato dal mercato il 24 maggio 2016.